# 太空农业
太空农业是指在太空或地外天体上种植粮食作物和其他物质，例如在月球上进行农业。
在月球或火星等天体上进行农业生产，与在空间站或太空殖民地进行农业生产有许多相似之处。然而，在行星上耕作可能会受到微重力或过大重力的困扰，这取决于天体的大小。每种环境对太空农业过程的投入可用性都有差异：植物生长所需的无机物、土壤介质、日照、二氧化碳、氮和氧的相对可用性等等。

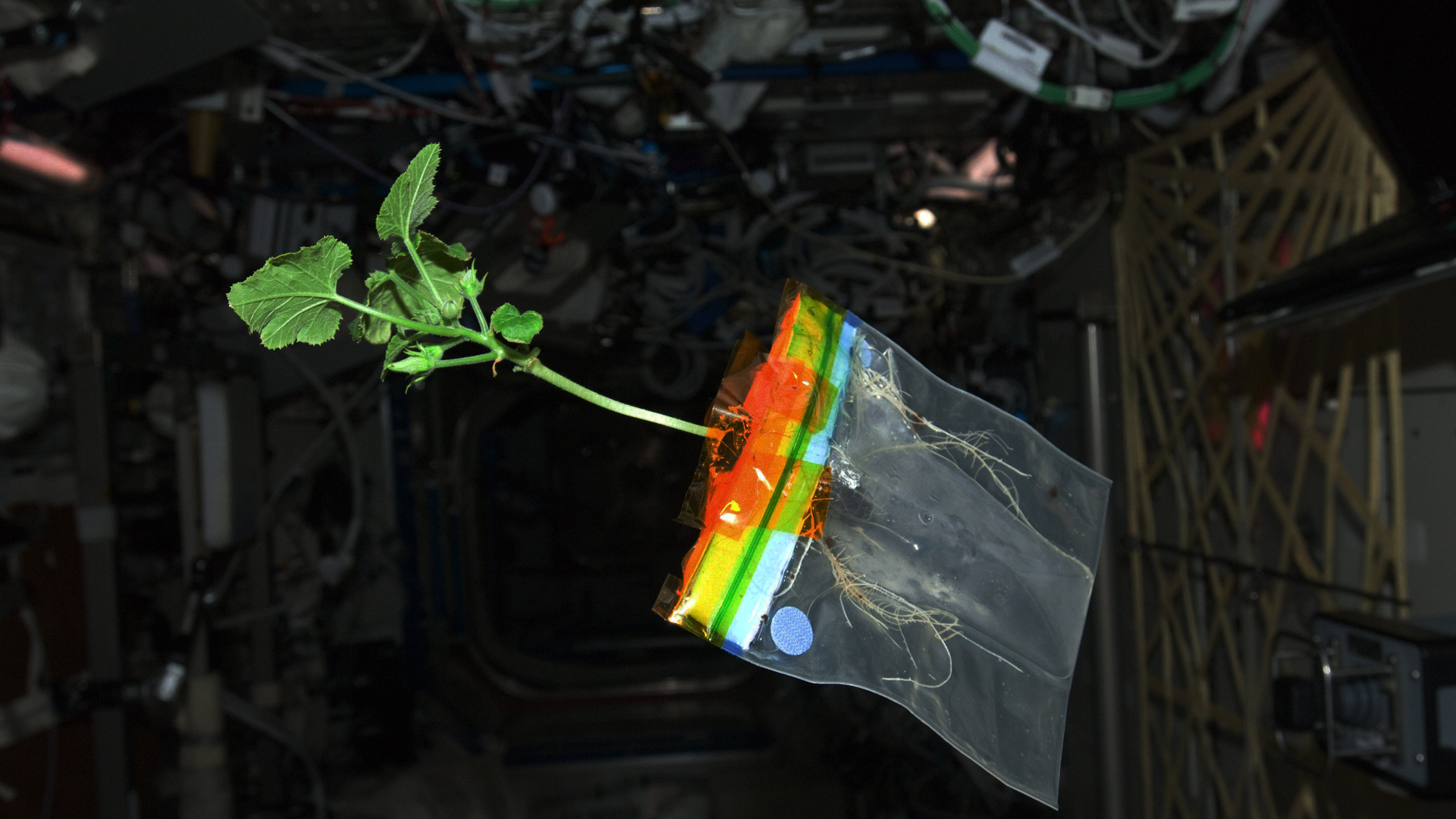
命运号实验室的西葫芦

为空间站或其他宇宙飞船提供长期补给是昂贵的。在国际空间站上的一名航天员每天要消耗1.8千克的食物与包装袋。对于长期任务来说，四人一组的三年旅程，他们需要的补给量便高达11,000（24,000英磅）。
由于再补给的成本和再补给星际飞行任务的不切实际，太空农业有着是令人难以置信的吸引力。太空农场的存在将有助于创造一个可持续的环境，因为植物可以用来回收废水、产生氧气、持续净化空气，以及回收空间站或宇宙飞船上的粪便。仅仅10平方米的农作物就可以产生一个人日需求量的25% ，或者说大约180-210克氧气。本质上，太空农场将宇宙飞船变成了一个人工生态系统，具有水循环和养分循环。
除了能够节省补给与降低飞船的总質量，太空中的农业也可以补充长期旅行中宇航员的维生素缺失与提供提供既新鲜又口感好的食物给宇航员。目前，大多数宇航员的食物在食用前会被冷凍乾燥或加热处理。这些方式可以保存大多数营养物质。然而，长期储存可能会致使营养物质的降解。一项2009年的研究显示，仅仅一年的存储便可能使维生素A，C和K与硫胺素和叶酸的含量显著下降。
种植食物或进行养殖作业以来提供食物可能是早期太空殖民地的最劳动密集型和最主要的任务。美国宇航局正在研究如何实现太空农业。

## 技术挑战

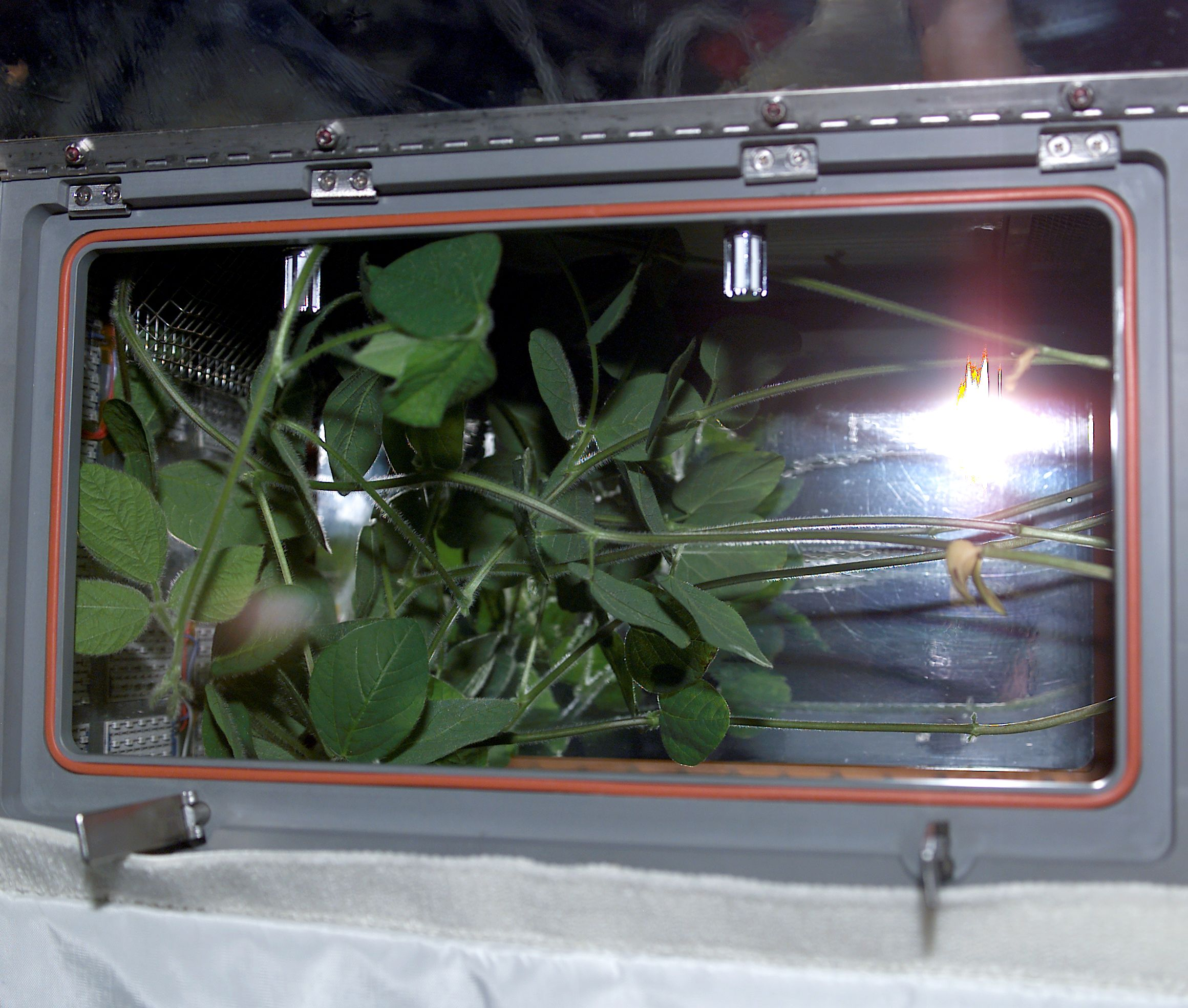
先进太空大豆生长实验

一系列的困难，包括低重力，稀少的阳光，低气压与增加的辐射都可能是进行太空农业的技术挑战。虽然太空温室可以解决以上许多问题，但建设太空温室本身又会带来新的技术挑战。
在太空中的植物生长经历微重力环境，而生长在火星表面的植物经历的重力大约是地球上植物的1/3。由于种植者提供了定向光，植物的生长是正常的。正常生长方向分为相反的根和茎生长方向。尽管如此，许多在太空环境中生长的植物比在地球表面生长的植物小得多，而且生长速度较慢。
除了重力的不同影响，如果不加以保护，火星表面生长的植物将暴露在比地球上高得多的辐射水平之下。暴露在高水平的辐射下会损伤植物的DNA，这是由于高活性的羟基自由基作用于DNA。DNA损伤会直接影响植物的萌发、生长和繁殖。电离辐射还会影响光系统 II的功能，并可能导致功能丧失和产生负责光氧化的自由基。
火星表面的低压环境也令人担忧。低气压会影响植物的光合作用和蒸腾作用。然而，2006年的一项研究表明，维持较高的二氧化碳浓度可以减轻低至10千帕的减压条件的影响，以实现正常的植物生长。
火星土壤含有植物生长所需的大部分矿物质，但活性氮除外，活性氮是有机物矿化的产物。由于火星表面缺乏有机物，因此缺乏活性氮。活性氮是植物生长所必需的土壤成分，细菌等固氮物种可能有助于提供活性氮。然而，2014年的一项研究表明，通过使用模拟土壤，植物能够在火星和月球的土壤上发芽并存活50天。这就是说，只有四个实验品种中的一个做得足够好以实现完全的花形成。因此，人们需要更多的研究来实现作物完全的生长。

## 外部連結
- 国际空间站：太空农业的先行者 （页面存档备份，存于）
- 火星温室 （页面存档备份，存于）
- 火星上的阳光：火星上有足够的光照来种植西红柿吗？
- 屡获殊荣的火星花园 （页面存档备份，存于）
- 低气压下的植物生物学 （页面存档备份，存于），支持地球轨道、月球或火星植物生长设施

## 相关实验
- 位于犹他州火星沙漠研究站（英语：Mars Desert Research Station）的“绿色居住区”有一温室，该温室以模拟火星农业，研究其带来的一些挑战。

- 拉达实验和国际空间站上的欧洲模块化培养系统被用来种植少量的新鲜食品。

- 2013年，美国国家航空和宇宙航行局(NASA)资助了一项研究，旨在开发一种3D食品打印机

- 美国宇航局的蔬菜生产系统，“蔬菜”，是一个可部署的单位，旨在於国际空间站生产沙拉类型的作物。

- 2019年的月球着陆器嫦娥四号携带月球微生态系统携带一个3公斤的密封“生物圈”圆柱体，长18厘米，直径16厘米，包含种子和昆虫卵，以测试植物和昆虫是否能够孵化和协同生长[14][15]。

- 未来的ALINA月球着陆器（英语：ALINA (spacecraft)）将携带名为“月球植物生长实验”(LPX)的小型“生物圈”圆柱体，NASA将尝试在裡面种植植物[16][17]。

- EDEN-ISS 项目是在南极洲的一个为期4年的格奥尔格冯诺伊迈尔站项目，旨在展示植物培育系统，以便未来在 ISS 上进行试验，并为行星栖息地建立未来探索温室(FEG)。该项目后来得到了扩展。[18][19]

- 以下作物已被考虑用于太空农场: 土豆、谷物、米、豆类、西红柿、辣椒、生菜、卷心菜、草莓、洋葱和辣椒。